# Bulancakspor
1926 Bulancak Spor Kulübü ist ein türkischer Fußballverein aus der Stadt Bulancak. Der Verein wurde am 28. März 1926 gegründet und spielt momentan in der Bölgesel Amatör Lig, der höchsten Amateurklasse im türkischen Fußball. Neben Fußball unterhält der Verein auch andere Sportarten.

## Geschichte
Bulancakspor wurde am 28. März 1926 als Bulancak Gençlerbirliği Spor Kulübü von Hasan Teyfik Konya, Kahraman Durmuş und Nafi Dikmen gegründet. Am 14. September 1945 wurde der Verein in Bulancak Gençlerbirliği Spor Ocağı umbenannt.
In der Saison 1988/89 schaffte der Verein nach einem 2:2-Unentschieden gegen Tokatspor den Aufstieg in die TFF 2. Lig, als Meister mit 60 Punkten. Ihre erste Saison in der 2. Lig verlief sportlich weniger erfolgreich, nach einer Saison musste man sofort wieder absteigen. Nach mehreren Jahren in der 3. Lig wurde der Aufstieg in der Saison 2000/01 wieder erreicht. Nach der Saison 2004/05 stieg der Verein mit 27 Punkten wieder in die TFF 3. Lig ab.
In der Saison 2009/10 musste der Verein aufgrund finanzieller Probleme die zweite Mannschaft spielen lassen, die Folge waren 7 Punkte am Saisonende und der Abstieg in die Bölgesel Amatör Lig.

## Auszeichnung
Zwischen 1990 und 1994 sah Bulancakspor in insgesamt 101 Spielen keine rote Karte und wurde von der TFF mit dem TFF Fair Play Award ausgezeichnet.